# Altica filipendulae
Altica filipendulae là một loài bọ cánh cứng trong họ Chrysomelidae. Loài này được Chashchina miêu tả khoa học năm 2006.